# Futbol a Palestina
El futbol és l'esport més popular a Palestina. És dirigit per l'Associació Palestina de Futbol. Aquesta administra la selecció nacional i la Lliga de Cisjordània de futbol. És membre de la FIFA i de la Confederació Asiàtica de Futbol. També administra la lliga femenina.

## Competicions
- Lligues:
  - Lliga de Cisjordània de futbol
  - Segona Divisió de Cisjordània
  - Tercera Divisió de Cisjordània
  - Lliga de Gaza de futbol
  - Segona Divisió de Gaza
  - Tercera Divisió de Gaza
- Copes:
  - Copa de Cisjordània de futbol
  - Copa de Gaza de futbol

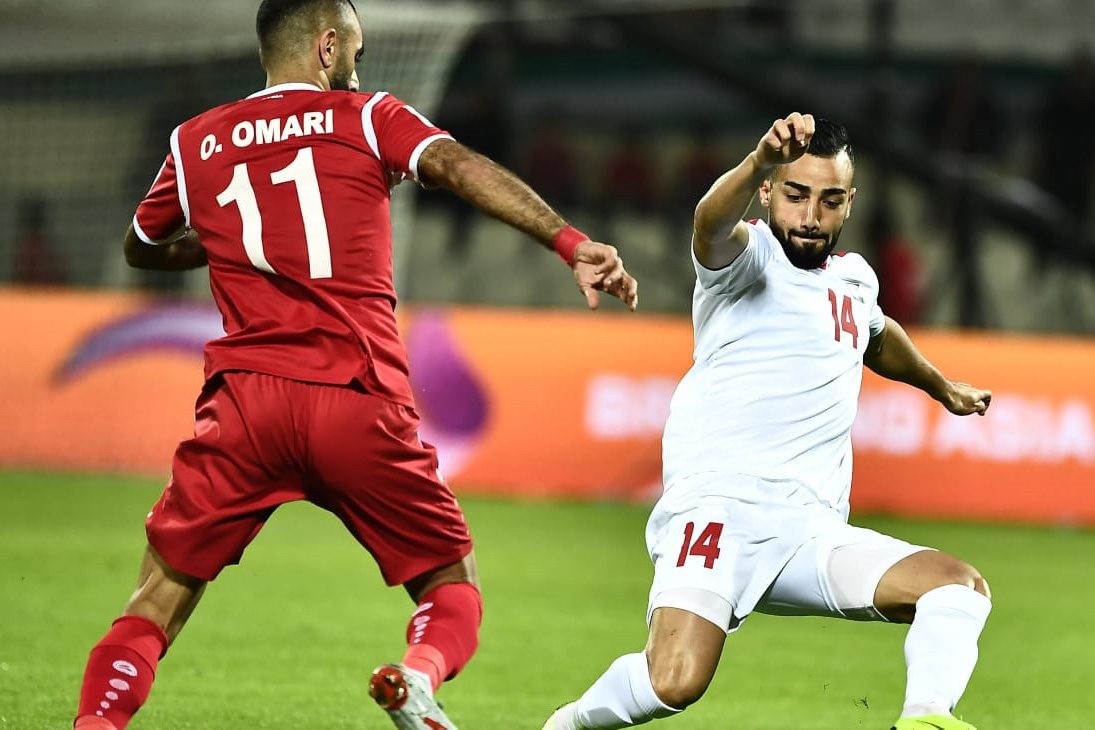
Partit entre Síria i Palestina el 2019.

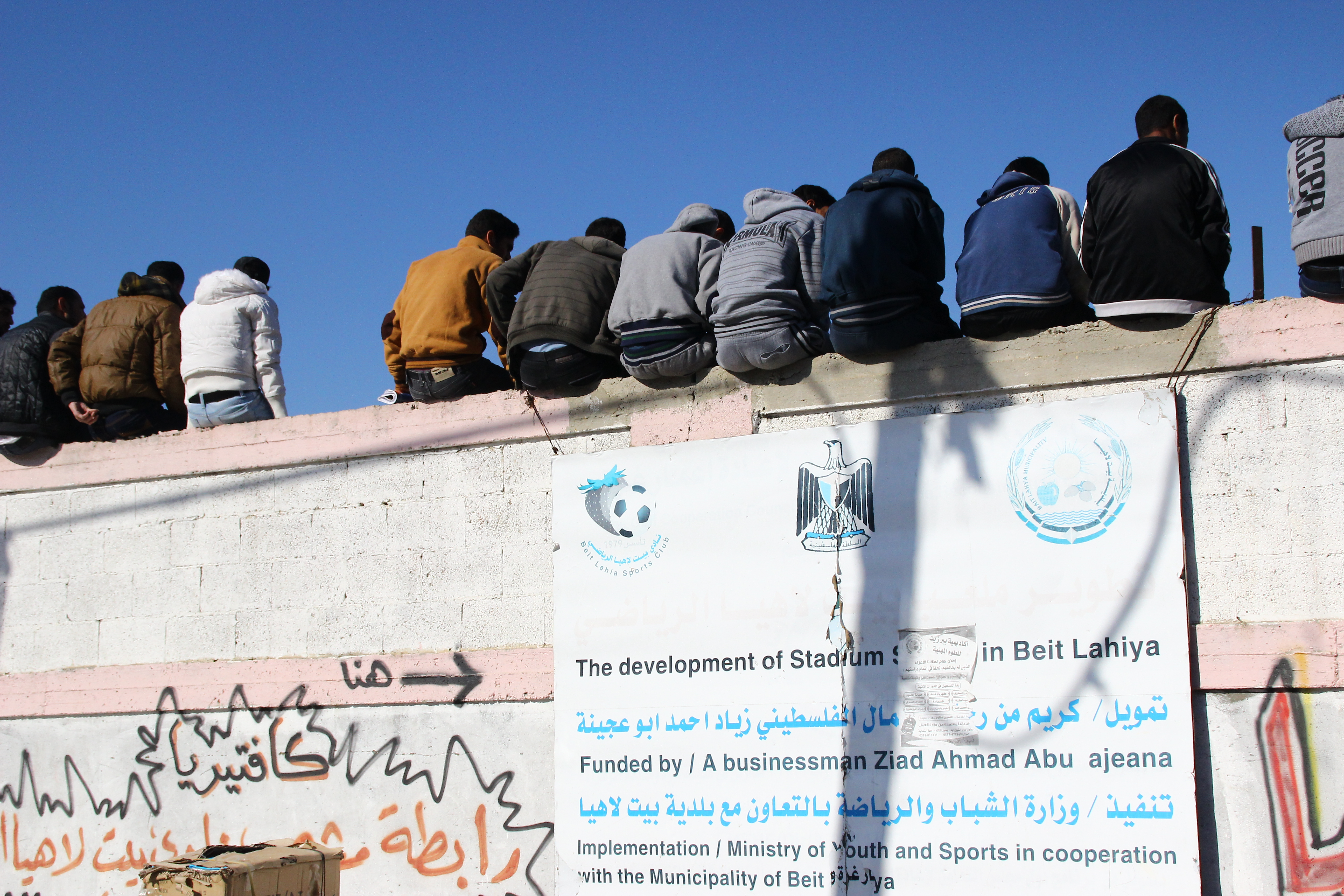
Partit a Beit Lahia.

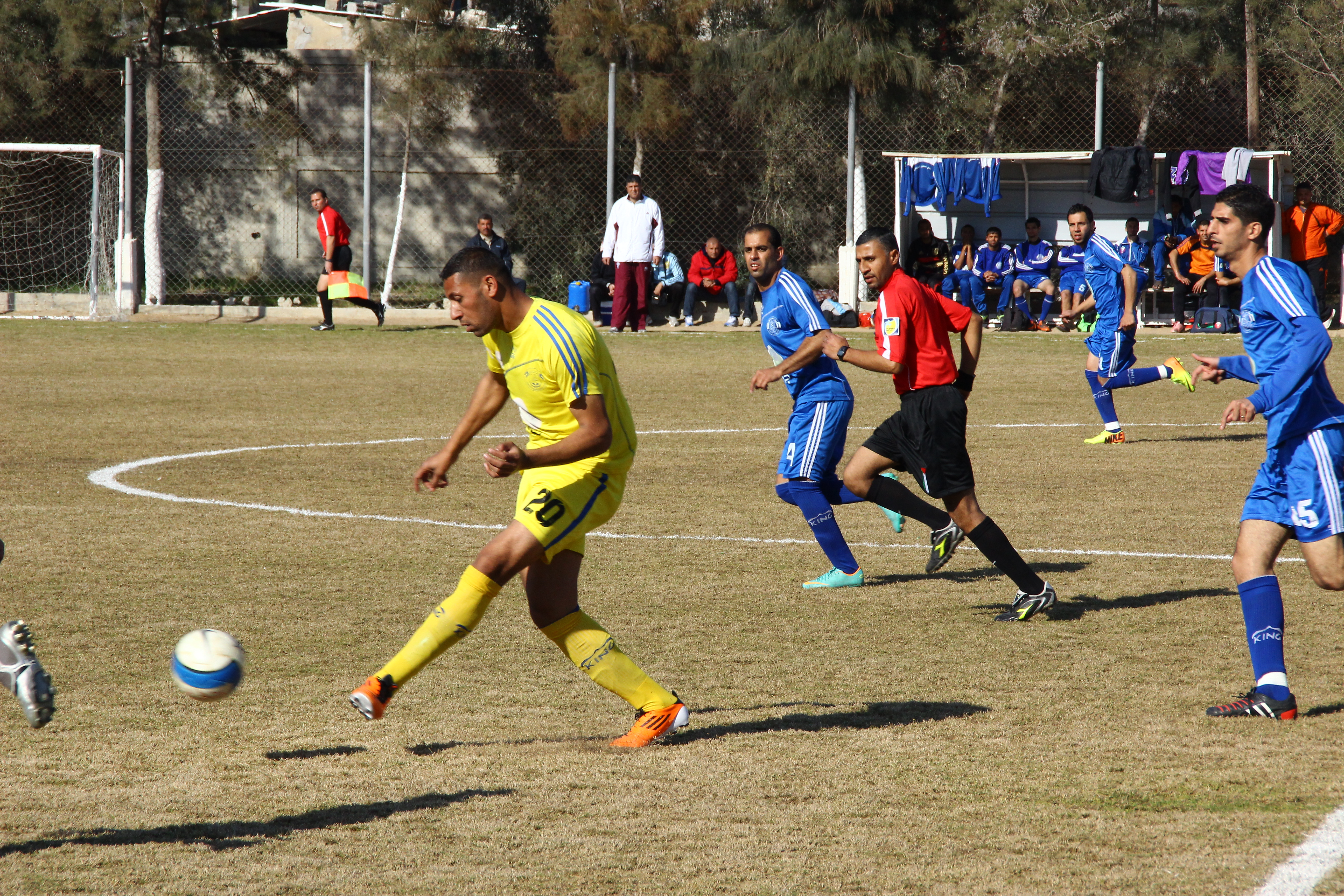
Partit a Beit Lahia.

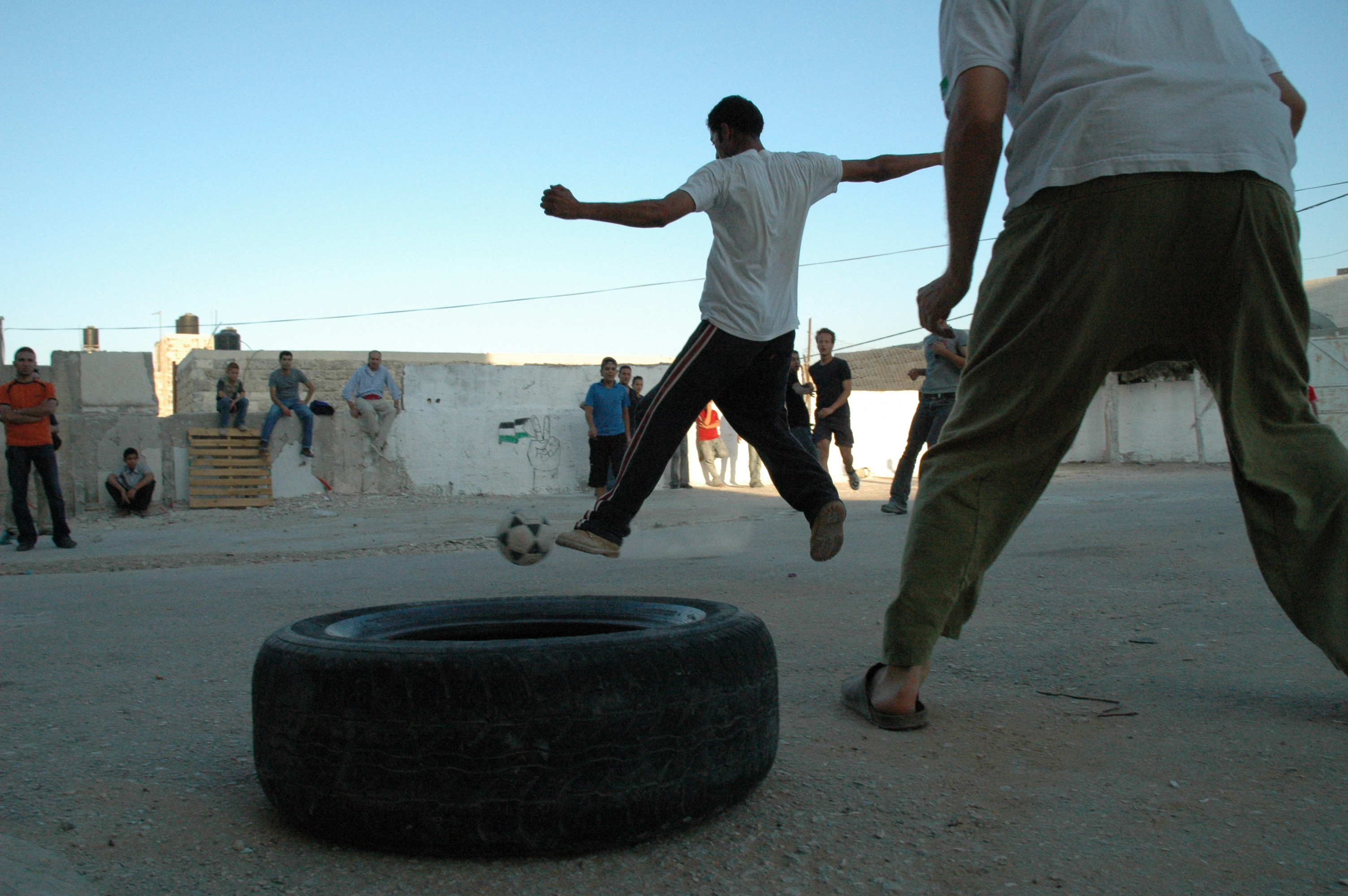
Partit als carrers de Palestina.

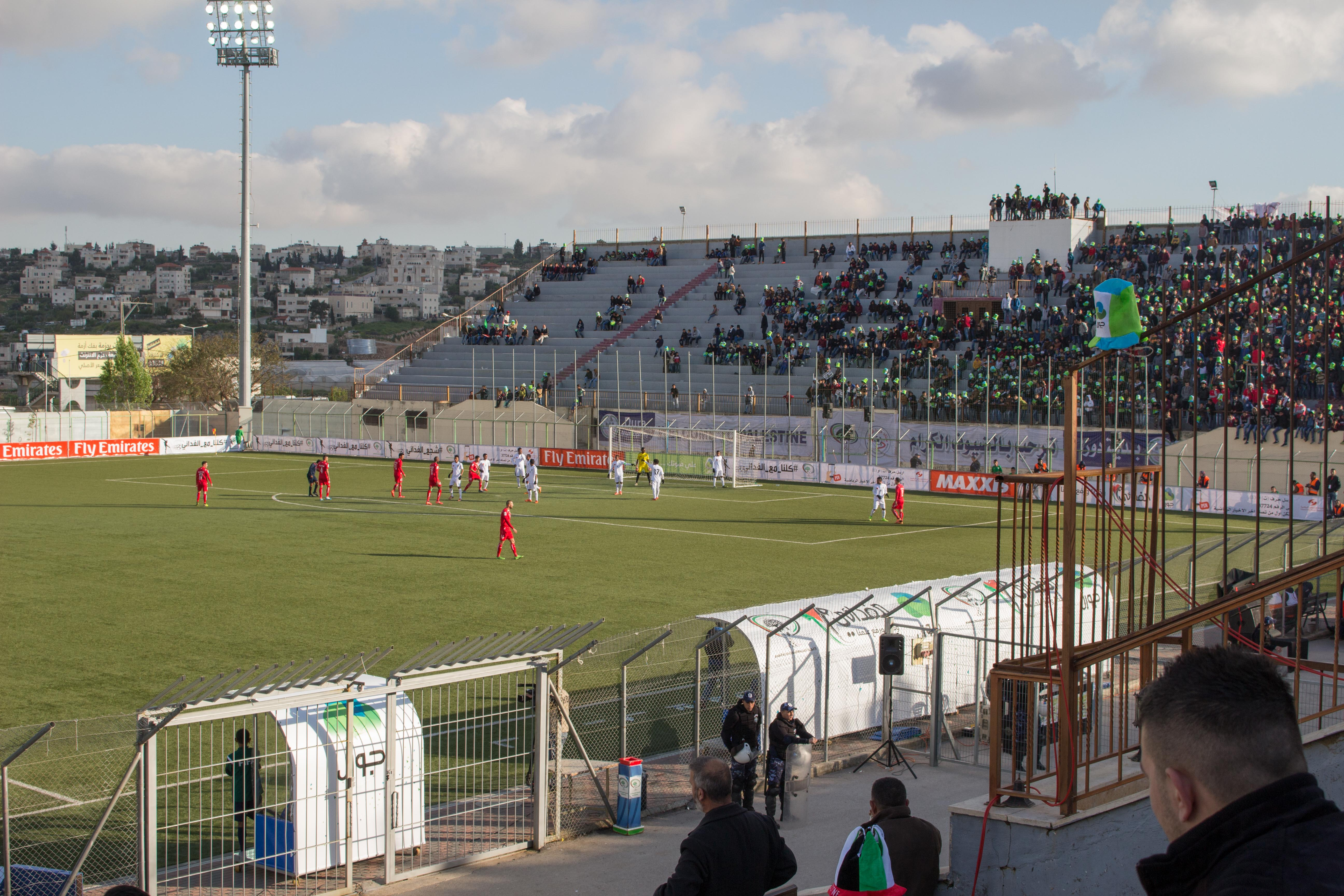
Seguidors a l'estadi Dora.

  - Supercopa de Cisjordània de futbol
  - Supercopa de Gaza de futbol
  - Copa Yasser Arafat

## Principals clubs
Clubs amb més títols nacionals a 2021.
Cisjordània
- Shabab Al-Khalil SC
- Hilal Al-Quds Club
- Taraji Wadi Al-Nes SC
- Shabab Al-Dhahiriya SC
- Ahli Al-Khalil Club

Gaza
- Shabab Rafah SC
- Khadamat Rafah SC
- Shabab Khan Younes SC
- Al-Ittihad Shuja'eya
- Khadamat Al-Shatea

## Principals estadis
| # | Estadi                                  | Capacitat | Ciutat |
| - | --------------------------------------- | --------- | ------ |
| 1 | Estadi Internacional de Dura            | 18.000    | Dura   |
| 2 | Estadi de Futbol de Nablus              | 15.000    | Nablus |
| 3 | Estadi Internacional de Jericó          | 15.000    | Jericó |
| 4 | Estadi Internacional Faisal Al-Husseini | 12.500    | Al-Ram |
| 5 | Estadi Palestina                        | 10.000    | Gaza   |
| 6 | Estadi Hussein Bin Ali                  | 10.000    | Hebron |